# 陈春花
陈春花（1964年1月—），女，生于黑龙江齐齐哈尔，管理學學者，北京大學王寬誠講座教授、北京大學國家發展研究院BiMBA商學院院長、華南理工大學工商管理學院客座教授、博士生導師，雲南白藥董事。其曾捲入學歷造假風波。

## 生平
據稱陈春花1986年獲得华南理工大学无线电系工学专业学士学位，2000年获得新加坡国立大学企业管理研究生院工商管理硕士。2001年獲得爱尔兰欧洲大学工商管理博士。2003年，陈春花申请前往南京大学成為一名博士后。同年出任山东六和集团总裁。2013年，陈春花担任新希望集团联席董事长。2016年之后，她担任北京大学国家发展研究院教授。2017年出任北京大学国家发展研究院BiMBA商学院院长。
2017年，陳春花投身自媒體並且開設公众号。同年1月，陈春花自稱華為創辦人任正非親自開車接送她，但該說法於2022年7月6日遭到華為方面否認。不久陈春花被指學歷造假。其博士學位的頒發機構愛爾蘭歐洲大學被愛爾蘭教育部認定是野鸡大学。
2022年8月3日，北京大學表示收到了陳春花的辭職申請，同時終止其聘用合同。